# Blikanasauridae
Famille
Genres de rang inférieur
- Blikanasaurus

Les Blikanasauridae (en français : les blikanasauridés) sont une famille de dinosaures sauropodomorphes primitifs. Le nom du clade a été proposé en premier par Peter M. Galton et Jacques van Heerden (d) en 1985. La famille se compose du genre Blikanasaurus et ses plus proches parents. Il n'est pas sûr qu'il y ait d'autres genres dans la famille. La famille n'est plus beaucoup utilisée dans de nombreuses taxonomies actuelles, Benton (2004) ne liste pas le clade. Les Blikanasauridae étaient considérés prosauropodes mais de nouvelles recherches indiquent qu'ils peuvent en fait avoir été des sauropodes primitifs.

## Publication originale
- (en) Peter M. Galton et Jacques van Heerden, « Partial hindlimb of Blikanasaurus cromptoni n. gen. and n. sp.,representing a new family of prosauropod dinosaurs from the upper triassic of South Africa », Geobios, Elsevier, vol. 18, no 4,‎ janvier 1985, p. 509-516 (ISSN 0016-6995 et 0293-843X, OCLC 795968533, DOI 10.1016/S0016-6995(85)80003-6, lire en ligne).